# Митојо Кавате
Митојо Кавате (јап. 川手ミトヨ; Умаки, 15. мај 1889 — Хирошима, 13. новембар 2003) била је јапанска суперстогодишњакиња која је према гинисовој књизи рекорда носила титулу најстарије живе особе на свету у периоду од 28. септембра до 13. новембра 2003. године.

## Биографија
Митојо Кавате рођена је у Умакију, Префектура Хирошима, Јапан, 15. маја 1889. Имала је четворо деце. Волела је да пева и имала је слабост према колачима.
У време атомског бомбардовања Хирошиме, 6. августа 1945, Кавате је била на својој фарми, која се налазила око шест километара од центра града, а два дана након бомбардовања, ушла је у Хирошиму да тражи познанике. Пошто је била изложена радијацији, сматрала се да је преживела бомбардовање.
Радила је на фарми све док није повредила руке у 99. години. Преселила се у старачки дом у Хигаши-ку у граду Хирошима у октобру 1993. године.
29. децембра 2002. године, након смрти 113-годишње Меј Харингтон из Сједињених Америчких Држава, постала јенајстарија жива жена на свету.
28. септембра 2003. године, након смрти 114-годишњег Јукичи Чуганџија, постала је најстарија жива особа у Јапану и на свету.
Митојо Кавате преминула је од упале плућа у Хирошими, Префектура Хирошима, Јапан, 13. новембра 2003. године, у доби од 114 година и 182 дана.